# Kvismare församling
Kvismare församling är från 2014 en församling i Södra Närkes kontrakt i Strängnäs stift. Församlingen ligger i Örebro kommun i Örebro län (Närke) och utgör ett eget pastorat.

## Administrativ historik
Församlingen bildades 2014 genom en sammanläggning av Stora Mellösa och Gällersta-Norrbyås församlingar och utgör därefter ett eget pastorat. Den nya församlingen tog sitt namn från Kvismaresjöarna.

## Kyrkor
- Stora Mellösa kyrka
- Norrbyås kyrka
- Gällersta kyrka